# Ixinandria
Ixinandria is een monotypisch geslacht van straalvinnige vissen uit de familie van de harnasmeervallen (Loricariidae).

## Soort
- Ixinandria steinbachi (Regan, 1906)